# 京广路
京广路是河南省郑州市一条南北走向的主干道。南起航海中路，北至北闸口。

## 历史
1954年，从北闸口（现建设东路东口）到陇海路修筑一条马路，全长5390米，宽31米。1956年，因与京广铁路平行命名为京广路。
1979年，陇海路到航海路段被命名为京广南路。20世纪80年代，京广南路进行拓宽，并向南延伸与洁云路连接，最终到南三环。2002年郑州市政府地名办公室将京广路划分为京广北路，京广中路，废除洁云路、改叫京广南路。

### 快速路建设
2009年，郑州市市政府以京广路、沙口路为基础，建设京沙快速路。2010年5月20日，京广快速路一期工程开工建设，2012年4月28日建成开通。京广快速路一期工程南段沿京广路铺设，以隧道形式为主，设有京广北路隧道与京广南路隧道。